# Lincoln megye (Oregon)
Lincoln megye az Amerikai Egyesült Államokban, azon belül Oregon államban található. Megyeszékhelye és legnagyobb városa Newport. Lakosainak száma 50 395 fő (2020. április 1.).

## Szomszédos megyék
- Tillamook megye (észak)
- Polk megye (kelet)
- Benton megye (kelet)
- Lane megye (dél)

## Népesség
A megye népességének változása:
| Lakosok száma | 45 989 | 45 849 | 46 174 | 46 350 | 47 038 | 50 395 |
|               | 2010   | 2011   | 2012   | 2013   | 2015   | 2020   |